# カルガレニの戦い
カルガレニの戦い（カルガレニのたたかい、英語: Battle of Călugăreni）は、1595年8月23日（ユリウス暦8月13日）、ミハイ勇敢公が率いるワラキア公国軍とコジャ・シナン・パシャ率いるオスマン帝国軍との間で行われた戦闘である。

## 背景
この戦いは16世紀末から17世紀初頭にかけて繰り広げられたオスマン帝国とヨーロッパ諸国とのオーストリア・トルコ戦争の一翼をなすものだったが、この時オスマン帝国軍は約100,000名の兵力を有していた。ただしその全数がこの戦いに参加していたわけではなく、実数は30,000名から40,000名程度であると推定される。一方のワラキア軍は、トランシルヴァニアからのセーケイ人傭兵隊を含む約16,000名の兵と12門の大型野砲を有していた。
兵力の差が大きいため、ミハイ勇敢公は自軍をネアジロヴ川付近の湿地近くに配置することで数の不利を補うことを狙った。この場所はカルガレニ村の南に位置し、ネアジロヴ川にその支流が注ぎ込むところで地盤は軟弱であり、さらに森に囲まれるという地形だった。対岸からはネアジロヴ川にかかる小橋があり、これは軍を渡河させる上で重要な地点だった。

## 戦闘
この戦いは主に三つの局面からなる。まず両軍の騎兵同士の戦闘が始まり、ここではワラキア騎兵はオスマン帝国軍騎兵をネアジロヴ川の対岸に駆逐した。この時ミハイ勇敢公が率いる10,000名の兵と10門の大砲は川の北岸に陣取り、セーケイ人の傭兵隊はワラキア軍本隊から離れたカルガレニ村の北西に予備として位置していた。この傭兵隊の配置はオスマン帝国軍の迂回攻撃に備えてのものだった。騎兵同士の前哨戦の後、シナン・パシャは12,000名の部隊を前進させたが、ミハイ勇敢公はこのオスマン帝国軍の部隊が渡河すると、激しい砲撃を加えた後に攻撃して川に追い落とした。
正午頃になってシナン・パシャは手持ちの全兵力の投入を決意し、左右の両翼での陽動の間にイェニチェリ軍団が正面攻撃を仕掛けた。このイェニチェリ軍団の攻撃は阻止されたが、その間にオスマン帝国軍の騎兵は戦場の東側に位置する浅瀬から渡河してワラキア公国軍の左翼を脅かした。オスマン帝国軍の攻撃にミハイ勇敢公は大砲を放棄して軍をカルガレニ村の北側に退かせてオスマン帝国軍の前進を食い止めた。
その後斥候に出ていたワラキア軍の騎兵が戻ると、この騎兵が迂回機動を行う間にワラキア軍の反撃が始まった。これによってネアジロヴ川の北岸に渡河していたオスマン帝国軍は狭い場所に押し込められる格好となった。ワラキア軍の反撃は橋のたもとに到達して一度は放棄した大砲を奪還するに至り、その砲撃によりオスマン帝国軍の損害が増す結果となった。この形勢を見てシナン・パシャは戦局の挽回を図って親衛隊を率いて前進しようとしたが、ワラキア騎兵が背後を扼するとオスマン帝国軍は混乱し、ついにはワラキア公国軍はオスマン帝国軍の野営地に至った。
敗走する中でシナン・パシャは乗馬から振り落とされて泥沼に転落したが、自身の奴隷によって救い出された。一方のワラキア軍は、右翼側にオスマン帝国軍の部隊が出現したために追撃を断念し、ミハイ勇敢公は全軍をこの部隊に差し向けこれを退けた。

## 結果
この戦いでのワラキア公国軍の損害は最低で1,000名、一方オスマン帝国軍は10,000名から15,000名を失った。しかしミハイ勇敢公はなおも敵との戦力差が大きいことを自覚していたことから、夜の内に北に向けて自軍を退避させた。さらにはブカレストとトゥルゴヴィシュテを放棄して、北方のルカール・ブラン街道付近で冬営に入った。
一方シナン・パシャはブカレストに入城し、ここにメフメト・パシャの10,000名の部隊を置いた。またトゥルゴヴィシュテにはこれとは別に1,500名の守備隊と30門の大砲を配置した。オスマン帝国軍はさらに前進してワラキア公国軍の正面に展開したが、敵に攻撃を仕掛けることはなかった。
9月6日になって、トランシルヴァニア公バートリ・ジグモンドが7,500名の騎兵を従えてミハイ勇敢公の元に到着した。さらに10月の上旬にはオーストリアやイタリアのトスカーナ大公国からの援軍も到着し、これらの連合軍はオスマン帝国軍を撃破してトゥルゴヴィシュテやブカレスト等を奪還していった。